# Yann Rault
Pour les articles homonymes, voir Rault.
Yann Rault (né le 1er septembre 1986 à Saint-Brieuc) est un coureur cycliste français.

## Biographie
Fils d'un ancien cycliste amateur (Marcel Rault), Yann Rault commence le vélo à la fin des années 1990 au VC Quintin,, dirigé par son père. 
Dans les jeunes catégories, il devient notamment champion de Bretagne minimes de la course aux points en 2000 ou champion de Bretagne cadets sur route en 2001. Il monte ensuite chez les juniors, où il est repéré par le sélectionneur Bernard Bourreau, qui l'invite à un stage en équipe de France durant l'hiver 2003. 
En 2004, toujours junior, il remporte le titre régional dans le contre-la-montre et s'impose sur la réputée Ronde des vallées, qui figure pour la première fois dans le calendrier international. Il rejoint ensuite le VC Pays de Lorient en 2005, pour ses débuts espoirs. En 2006, il termine troisième de la poursuite par équipes aux championnats de France, avec le comité de Bretagne.
Pour 2007, il s'engage avec le club Côtes d'Armor-Maître Jacques. Sa première partie de saison est marquée par des chutes, où il se fracture le bassin ainsi que la clavicule à deux reprises. Il parvient tout de même à devenir champion de Bretagne du contre-la-montre (élites). En octobre, il se distingue en remportant la course Paris-Connerré. Ses performances lui permettent de passer professionnel en 2008 au sein de l'équipe Bretagne-Armor Lux.
Il redescend finalement chez les amateurs dès 2010, à l'AC Lanester, après deux saisons anonymes au niveau continental. Champion du Morbihan en première catégorie, il revient ensuite dans son club formateur du VC Quintin en 2012. Dans le même temps, il prend la direction d'un marché de cycles à Plaintel, autrefois tenu par son père Marcel. Il continue toutefois la compétition avec succès. En 2013, il est une nouvelle fois sacré champion de Bretagne du contre-la-montre.

## Palmarès
| - 2000 - Champion de Bretagne de course aux points minimes - 2001 - Champion de Bretagne sur route cadets - 2003 - 2e du Grand Prix Fernand-Durel - 2004 - Champion de Bretagne du contre-la-montre juniors - Classement général de la Ronde des vallées - Grand Prix Fernand-Durel : - Classement général - 2e étape - 2005 - Boucles dingéennes - 2006 - 3e du championnat de France de poursuite par équipes - 2007 - Champion de Bretagne du contre-la-montre - Paris-Connerré | - 2010 - Champion du Morbihan sur route - 1re étape de la Flèche d'Armor - Grand Prix de Quimper - 2011 - Champion du Morbihan sur route - 3e étape de la Flèche d'Armor - Grand Prix de la Pentecôte à Moncontour - 11e épreuve de la Ronde finistérienne - 2e de la Flèche d'Armor - 2012 - 3e du Grand Prix de la Pentecôte à Moncontour - 2013 - Champion de Bretagne du contre-la-montre - 2016 - 3e de la Ronde du Porhoët |  |